# ジュニオール・カミネロ
ジュニオール・アルベルト・カミネロ（Junior Alberto Caminero, 2003年7月5日 - ）は、ドミニカ共和国サントドミンゴ出身のプロ野球選手（内野手）。右投右打。MLBのタンパベイ・レイズ所属。

## 経歴

### プロ入りとインディアンス傘下時代
2019年にインターナショナル・フリーエージェントでクリーブランド・インディアンスと契約してプロ入り。
2021年に傘下のルーキー級ドミニカン・サマーリーグ・インディアンスでプロデビューし、43試合に出場して打率.295、4本塁打、33打点、2盗塁を記録した。

### レイズ時代
2021年11月19日にトバイアス・マイヤーズとのトレードで、タンパベイ・レイズへ移籍した。
2022年は傘下のルーキー級フロリダ・コンプレックスリーグ・レイズで開幕を迎え、シーズン途中にA級チャールストン・リバードッグスへ昇格。2球団合計で63試合に出場して打率.314、11本塁打、51打点、12盗塁を記録した。オフにはオーストラリアン・ベースボールリーグのパース・ヒートでプレーした。
2023年はA+級ボーリンググリーン・ホットロッズで開幕を迎え、5月30日にAA級モンゴメリー・ビスケッツへ昇格。6月26日にオールスター・フューチャーズゲームに選出された。この年は2球団合計で117試合に出場して打率.324、31本塁打、94打点、5盗塁を記録。この好成績が評価され、サザンリーグの最優秀選手と同リーグのオールスター・チームの先発投手部門に選出された。9月22日にメジャー契約を結んでアクティブ・ロースター入りすると、翌23日のトロント・ブルージェイズ戦に「5番・指名打者」で先発出場してメジャーデビューを果たした。この試合の第2打席で柳賢振からメジャー初安打を放った。10月1日の同カードではティム・メイザからメジャー初本塁打を放った。この年メジャーでは7試合に出場して打率.235、1本塁打、7打点を記録した。

## 詳細情報

### 年度別打撃成績
| 年 度    | 球 団    | 試 合 | 打 席 | 打 数 | 得 点 | 安 打 | 二 塁 打 | 三 塁 打 | 本 塁 打 | 塁 打 | 打 点 | 盗 塁 | 盗 塁 死 | 犠 打 | 犠 飛 | 四 球 | 敬 遠 | 死 球 | 三 振 | 併 殺 打 | 打 率 | 出 塁 率 | 長 打 率 | O P S |
| -------- | -------- | ----- | ----- | ----- | ----- | ----- | -------- | -------- | -------- | ----- | ----- | ----- | -------- | ----- | ----- | ----- | ----- | ----- | ----- | -------- | ----- | -------- | -------- | ----- |
| 2023     | TB       | 7     | 36    | 34    | 4     | 8     | 1        | 0        | 1        | 12    | 7     | 0     | 0        | 0     | 0     | 2     | 0     | 0     | 8     | 2        | .235  | .278     | .353     | .631  |
| 2024     | TB       | 43    | 177   | 165   | 15    | 41    | 9        | 1        | 6        | 70    | 18    | 2     | 0        | 0     | 0     | 11    | 2     | 1     | 38    | 2        | .248  | .299     | .424     | .723  |
| MLB：2年 | MLB：2年 | 50    | 213   | 199   | 19    | 49    | 10       | 1        | 7        | 82    | 25    | 2     | 0        | 0     | 0     | 13    | 2     | 1     | 46    | 4        | .246  | .296     | .412     | .708  |

- 2024年度シーズン終了時

### 年度別守備成績
| 年 度 | 球 団 | 一塁（1B） | 一塁（1B） | 一塁（1B） | 一塁（1B） | 一塁（1B） | 一塁（1B） | 二塁（2B） | 二塁（2B） | 二塁（2B） | 二塁（2B） | 二塁（2B） | 二塁（2B） | 三塁（3B） | 三塁（3B） | 三塁（3B） | 三塁（3B） | 三塁（3B） | 三塁（3B） | 遊撃（SS） | 遊撃（SS） | 遊撃（SS） | 遊撃（SS） | 遊撃（SS） | 遊撃（SS） |
| 年 度 | 球 団 | 試 合      | 刺 殺      | 補 殺      | 失 策      | 併 殺      | 守 備 率   | 試 合      | 刺 殺      | 補 殺      | 失 策      | 併 殺      | 守 備 率   | 試 合      | 刺 殺      | 補 殺      | 失 策      | 併 殺      | 守 備 率   | 試 合      | 刺 殺      | 補 殺      | 失 策      | 併 殺      | 守 備 率   |
| ----- | ----- | ---------- | ---------- | ---------- | ---------- | ---------- | ---------- | ---------- | ---------- | ---------- | ---------- | ---------- | ---------- | ---------- | ---------- | ---------- | ---------- | ---------- | ---------- | ---------- | ---------- | ---------- | ---------- | ---------- | ---------- |
| 2023  | TB    | -          | -          | -          | -          | -          | -          | 1          | 2          | 0          | 1          | 0          | .667       | 3          | 2          | 3          | 0          | 1          | 1.000      | 2          | 2          | 3          | 0          | 0          | 1.000      |
| 2024  | TB    | 1          | 13         | 2          | 0          | 0          | 1.000      | -          | -          | -          | -          | -          | -          | 39         | 27         | 56         | 6          | 5          | .933       | -          | -          | -          | -          | -          | -          |
| MLB   | MLB   | 1          | 13         | 2          | 0          | 0          | 1.000      | 1          | 2          | 0          | 1          | 0          | .667       | 42         | 29         | 59         | 6          | 6          | .936       | 2          | 2          | 3          | 0          | 0          | 1.000      |

- 2024年度シーズン終了時

### 表彰
MiLB
- サザンリーグ最優秀選手（英語版）：1回（2023年）

### 記録
MiLB
- オールスター・フューチャーズゲーム選出：1回（2023年）

MLB
- MLBオールスターゲーム選出：1回（2025年）

### 背番号
- 1（2023年）